# Gallium3D

Ilustracja stosu grafiki w systemie Linux

DRI i Gallium3D mają różne modele sterowników, ale współdzielą dużą część kodu

Przykład matrycy implementacji modelu sterowników Gallium3D. Dzięki wprowadzeniu Gallium3D Tracker Interface oraz Gallium3D WinSys Interface, wymaganych jest tylko 18 zamiast 36 modułów. Każdy moduł WinSys może współpracować z każdym modułem sterownika Gallium3D i z każdym modułem State Tracker

Gallium3D – biblioteka do tworzenia sterowników grafiki 3D, napisana przez VMware (a wcześniej przez Tungsten Graphics) w Mesa 3D.
Gallium3D działa w warstwie pośredniej między API grafiki a systemem operacyjnym. Jej głównym celem jest ułatwienie rozwijania sterowników, dzięki skupieniu w jednym miejscu części kodu powtarzających się w różnych sterownikach. Zarządzanie pamięcią jest przerzucone na zawarty w jądrze systemu sterownik DRI.
Pierwsza publiczna wersja została zawarta w bibliotece Mesa 3D z lipca 2009 (wersja 7.5). W wersji 7.8 biblioteki Mesa 3D, której wydanie przewidziano na marzec 2010, zawarte mają zostać sterowniki oparte na Gallium, do kart graficznych ATI Radeon i Intel i965. Sterownikiem korzystającym wyłącznie z Gallium3D jest nouveau – sterownik dla kart NVidia.
Biblioteka Gallium3D została napisana w języku C i udostępniona na zasadach licencji MIT. Biblioteka jest rozwijana w wersjach dla Linuksa, FreeBSD i AROS-a.